# Sadko
Sadko (tiếng Nga: Садко) là một nhân vật trong kho tàng sử thi dân gian Nga.

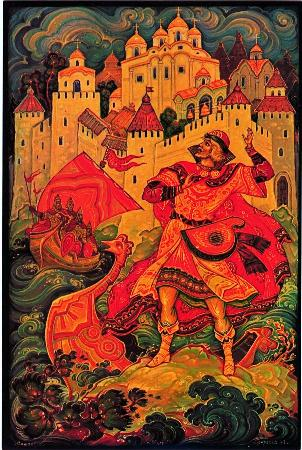
Chàng Sadko (tranh khắc gỗ)

## Ảnh hưởng trong văn hóa
Vở opera của Nikolay Rimsky-Korsakov